# Felsinschrift von Hisarcık
Koordinaten: 38° 38′ 4″ N, 35° 31′ 1″ O

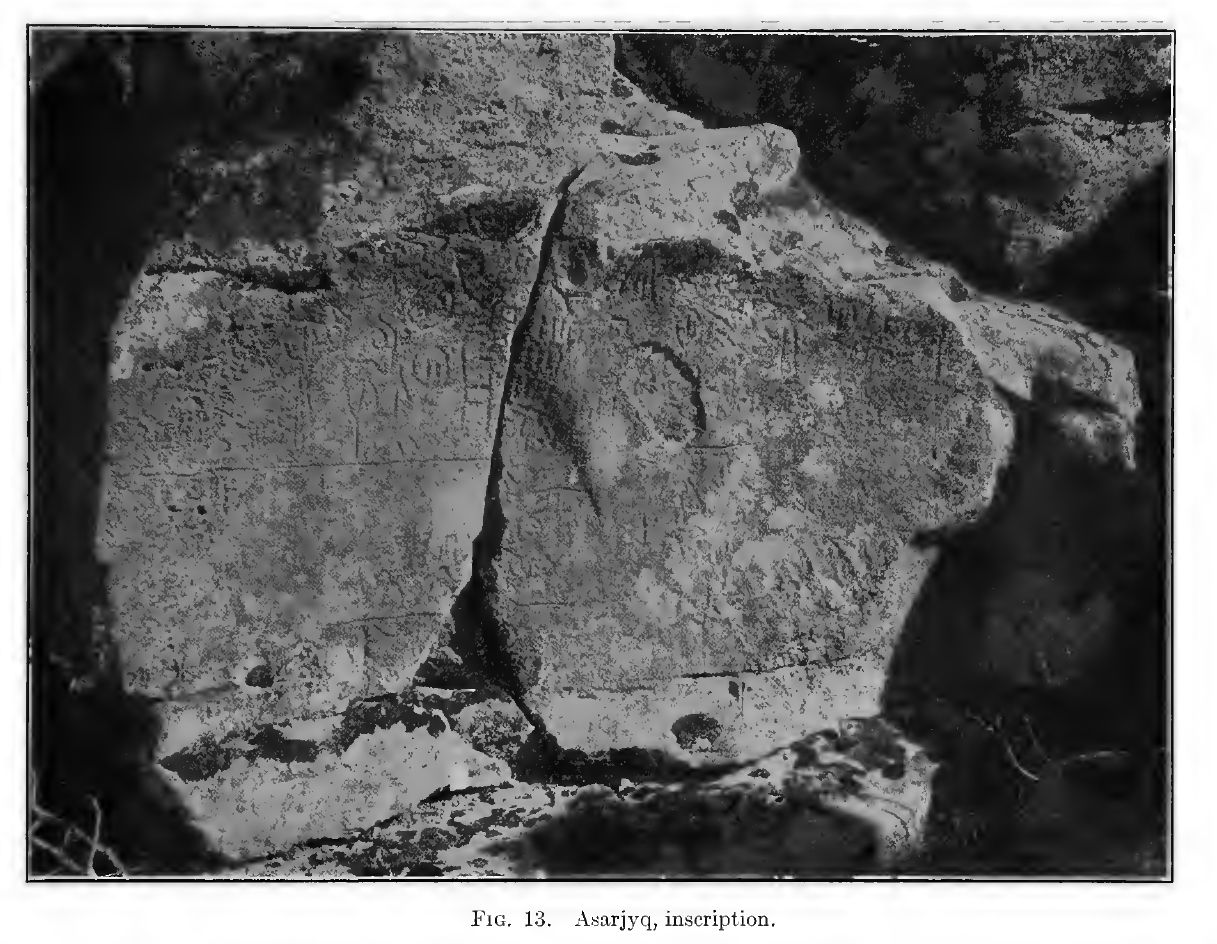
Photo der Felsinschrift 1907

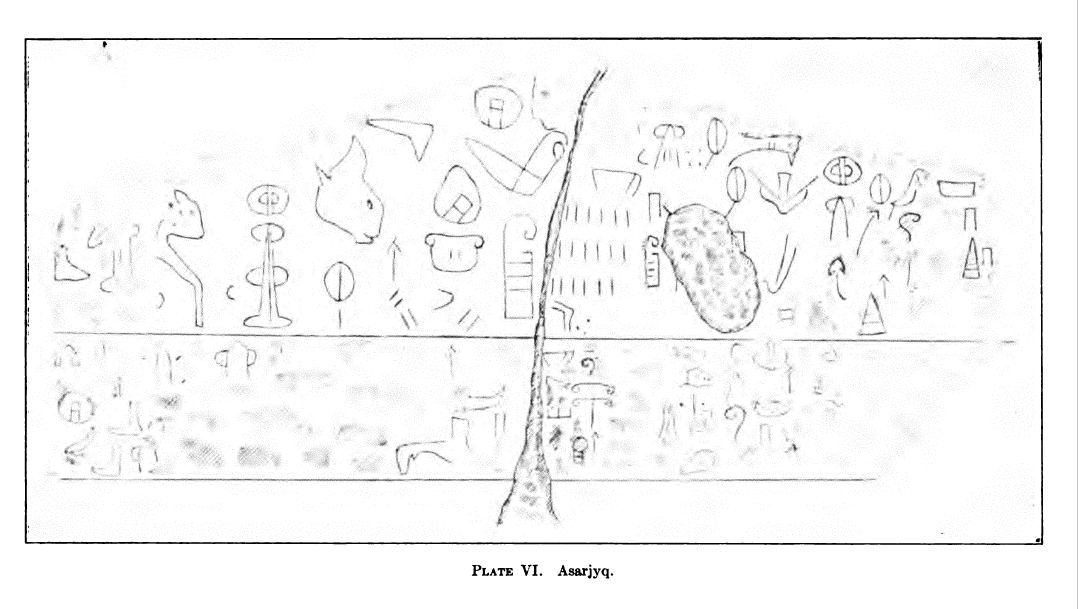
Umzeichnung der Felsinschrift von der Cornell-Expedition 1907

Die Felsinschrift von Hisarcık in der Südtürkei ist in luwischen Hieroglyphen verfasst und stammt aus der Zeit der späthethitischen Staaten. Sie wird dem Königreich von Tabal zugerechnet und ist vermutlich im späten 8. Jahrhundert v. Chr. entstanden. In der Fachliteratur wird sie als Hisarcık 2 bezeichnet zur Unterscheidung von der Stele von Hisarcık (Hisarcık 1).

## Lage
Die Felsinschrift liegt im Gebiet des Vulkans Erciyes Dağı südöstlich des Ortes Hisarcık im Bezirk Melikgazi der türkischen Provinz Kayseri. Sie war auf einem Hofgelände am Fuße des Hügels Top Tepesi zu sehen. Wegen der fortschreitenden Urbanisierung und Überbauung des Geländes mindestens seit Anfang der 2000er-Jahre ist sie heute nicht mehr auffindbar.

## Forschungsgeschichte
Die Inschrift entdeckte und beschrieb 1901 der deutsche Amateurarchäologe Waldemar Belck auf einer Kleinasienreise. Die Cornell-Expedition nach Kleinasien und in den assyro-babylonischen Orient (der Cornell University) von 1907 besuchte den Ort und veröffentlichte Photos sowie eine Beschreibung. Es folgten Besuche und Veröffentlichungen durch John Garstang (1908), Ignace Gelb (1932), Piero Meriggi (1958) und John David Hawkins (1969), der den Text in sein 2000 erschienenes Corpus of Hieroglyphic Luwian Inscriptions aufnahm. Horst Ehringhaus, der 2011 und 2012 den Versuch unternahm, die Inschrift erneut zu dokumentieren, konnte sie nicht mehr auffinden.

## Beschreibung
Die glatte Felsfläche, die die Inschrift trägt, ist 1,17 Meter breit und 0,65 Meter hoch. Sie ist in der Mitte durch einen Spalt geteilt. Der eingemeißelte Text besteht aus zwei Zeilen, die obere linksläufig, die untere rechtsläufig, die von einer Linie getrennt werden. Durch die fortgeschrittene Erosion ist die Lesbarkeit der Hieroglyphenzeichen stark beeinträchtigt. Hawkins sieht im Text Opferungen an den Berg Harhari, der mit dem Erciyes Dağı identisch ist, sowie möglicherweise eine Erwähnung eines Königs Kurtis. Auf einer in der Umgebung gefundenen Stele (Hisarcık 1, heute im Archäologischen Museum Kayseri) wird gleichfalls Kurtis genannt, ebenso auf der Stele von Bohça. Dieser Herrscher ist möglicherweise mit Kurti von (A)tun(n)a gleichzusetzen, den Sargon II. für die Zeit von 718 bis 713 nennt. Dies würde zu der epigraphischen Datierung durch Hawkins ins späte 8. Jahrhundert v. Chr. passen.